# The Making Over of Geoffrey Manning
The Making Over of Geoffrey Manning er en amerikansk stumfilm fra 1915 af Harry Davenport.

## Medvirkende
- Harry T. Morey som Geoffrey Manning.
- L. Rogers Lytton.
- Belle Bruce som Harmony Laurie.
- Ned Finley.
- Logan Paul som Hennessey.